# La Gamberge
Pour plus de détails, voir Fiche technique et Distribution.
La Gamberge est un film français réalisé par Norbert Carbonnaux et sorti en 1962.

## Synopsis
Une provinciale monte à Paris pour trouver la fortune. Pour cela elle délaisse Albert, son amour. Mais rien ne se passe comme elle le désirait.

## Fiche technique
- Titre : La Gamberge
- Réalisation : Norbert Carbonnaux
- Photographie : Pierre Petit
- Scénario : François Billetdoux, d'après une idée de Jacques et François Gall
- Musique : Guy Béart
- Pays de production :  France
- Format : Noir et blanc
- Genre : Comédie
- Durée : 95 minutes
- Date de sortie : France - 21 février 1962

## Distribution
- Jean-Pierre Cassel : Albert
- Françoise Dorléac : Françoise
- Arletty : la mère d'Albert
- Michel Serrault : Pétrarque
- Jean Poiret : Vieux, l'oncle
- Denise Gence : la directrice de l'institut Saint-Marc
- Hélène Dieudonné : la grand-mère
- Jean-Jacques Debout : le soupirant
- Régine : elle-même